# Totowa
Totowa is een plaats (borough) in de Amerikaanse staat New Jersey, en valt bestuurlijk gezien onder Passaic County.

## Demografie
Bij de volkstelling in 2000 werd het aantal inwoners vastgesteld op 9892.
In 2006 is het aantal inwoners door het United States Census Bureau geschat op 10.634, een stijging van 742 (7.5%).

## Geografie
Volgens het United States Census Bureau beslaat de plaats een oppervlakte van
10,5 km², waarvan 10,4 km² land en 0,1 km² water.

## Plaatsen in de nabije omgeving
De onderstaande figuur toont nabijgelegen plaatsen in een straal van 8 km rond Totowa.